# Мантон-Сен-Бернар
Манто́н-Сен-Берна́р (фр. Menthon-Saint-Bernard) — коммуна в Департаменте Верхняя Савойя в регионе Рона-Альпы на юго-востоке Франции.
Мантон-Сен-Бернар находится на восточном берегу озера Анси, у подножия горы Dents de Lanfon, в 9 км на юго-восток от города Анси.
В городке находится знаменитый замок Ментон, которым уже более 1000 лет владеет семья Мантонов (Ментонов). В этом замке в 923 году (по другим данным в 1008 году) родился Бернард Ментон, известный как Святой Бернард из Ментона.
По данным первой переписи в 1861 году в городке было 669 жителей. В 2010 году было 1873 жителя.
Благодаря своему местоположению на берегу озера в предгорьях Альп, городок является популярным местом отдыха, привлекая туристов из разных стран.

## Изображения
- Rue de Ramponnet